# 헤프렌 수아레스
헤프렌 이삭 수아레스 베르무데스(Jeffrén Isaac Suárez Bermúdez, 1988년 1월 20일 - )는 베네수엘라의 축구 선수로, 타이 리그 2의 축구 클럽인 람푼 워리어스 FC의 공격수, 윙어이다. 왼발잡이지만 오른발도 자유롭게 사용하며, 스피드와 기술이 뛰어나고 크로스가 일품이다.